# Гюрганал
Гюргана́л — гірська вершина у східній частині Великого Кавказу. Знаходиться на півночі Азербайджану.